# Tata Mustangs 2009
Questa voce raccoglie le informazioni riguardanti i Tata Mustangs nelle competizioni ufficiali della stagione 2009.

## Maschile

### Divízió III 2009

#### Stagione regolare
| 12 aprile 2009 2ª giornata | Tata Mustangs | 0 – 35 | Újbuda Rebels |  |

| 26 aprile 2009 4ª giornata | Tata Mustangs | 21 – 6 | Budapest Grizzlies |  |

| 10 maggio 2009 6ª giornata | Fehérvár Enthroners | 61 – 0 | Tata Mustangs |  |

| 2009 | Haladás Crushers | 53 – 17 | Tata Mustangs |  |

### Statistiche di squadra
| Competizione      | %Vittorie | In casa | In casa | In casa | In casa | In casa | In casa | In trasferta | In trasferta | In trasferta | In trasferta | In trasferta | In trasferta | Totale | Totale | Totale | Totale | Totale | Totale |
| Competizione      | %Vittorie | G       | V       | N       | P       | Pf      | Ps      | G            | V            | N            | P            | Pf           | Ps           | G      | V      | N      | P      | Pf     | Ps     |
| ----------------- | --------- | ------- | ------- | ------- | ------- | ------- | ------- | ------------ | ------------ | ------------ | ------------ | ------------ | ------------ | ------ | ------ | ------ | ------ | ------ | ------ |
| Stagione regolare | .250      | 2       | 1       | 0       | 1       | 21      | 41      | 2            | 0            | 0            | 2            | 17           | 114          | 4      | 1      | 0      | 3      | 38     | 155    |
| Totale            | .250      | 2       | 1       | 0       | 1       | 21      | 41      | 2            | 0            | 0            | 2            | 17           | 114          | 4      | 1      | 0      | 3      | 38     | 155    |